# Skrzacik czarnouchy
Skrzacik czarnouchy (Heliothryx auritus) – gatunek małego ptaka z rodziny kolibrowatych (Trochilidae). Zamieszkuje Amerykę Południową. Nie jest zagrożony.
RozmiaryDługość ciała 10,1–13,7 cm, masa ciała 4–6,3 g.
WyglądKrótki, czarny dziób. Samiec – wierzch ciała jaskrawozielony, z czarnymi pokrywami usznymi i białym spodem ciała. Samica – na gardle niewyraźny szary rysunek.
Zasięg, środowiskoAmeryka Południowa na wschód od Andów – od Kolumbii i Wenezueli do południowej Brazylii. Nizinne i wilgotne lasy.
PożywienieŻywi się nektarem. Poszukuje pokarmu bardzo aktywnie, porusza się szybkim, nerwowym lotem; odwiedza kwiaty od średniego piętra po korony drzew. Atakuje również owady.
StatusIUCN uznaje skrzacika czarnouchego za gatunek najmniejszej troski (LC, Least Concern). Liczebność populacji nie została oszacowana, ale ptak ten opisywany jest jako rzadki (uncommon). Trend liczebności populacji oceniany jest jako spadkowy ze względu na wylesianie Amazonii.
PodgatunkiWyróżniono trzy podgatunki H. auritus:
- H. a. auritus (J.F. Gmelin, 1788) – południowo-wschodnia Kolumbia i wschodni Ekwador po Wenezuelę, region Gujana i północną Brazylię
- H. a. phainolaemus Gould, 1855 – północno-środkowa Brazylia (na południe od Amazonki)
- H. a. auriculatus (Nordmann, 1835) – wschodnie Peru do środkowej Boliwii i środkowej Brazylii oraz wschodnia Brazylia.